# Beitske Visser
Beitske Visser (Dronten, 10 marzo 1995) è una pilota automobilistica olandese.

## Carriera

### Formula E
Visser viene scelta come collaudatrice del team Andretti Autosport per la stagione 2018-19 di Formula E.

### W Series

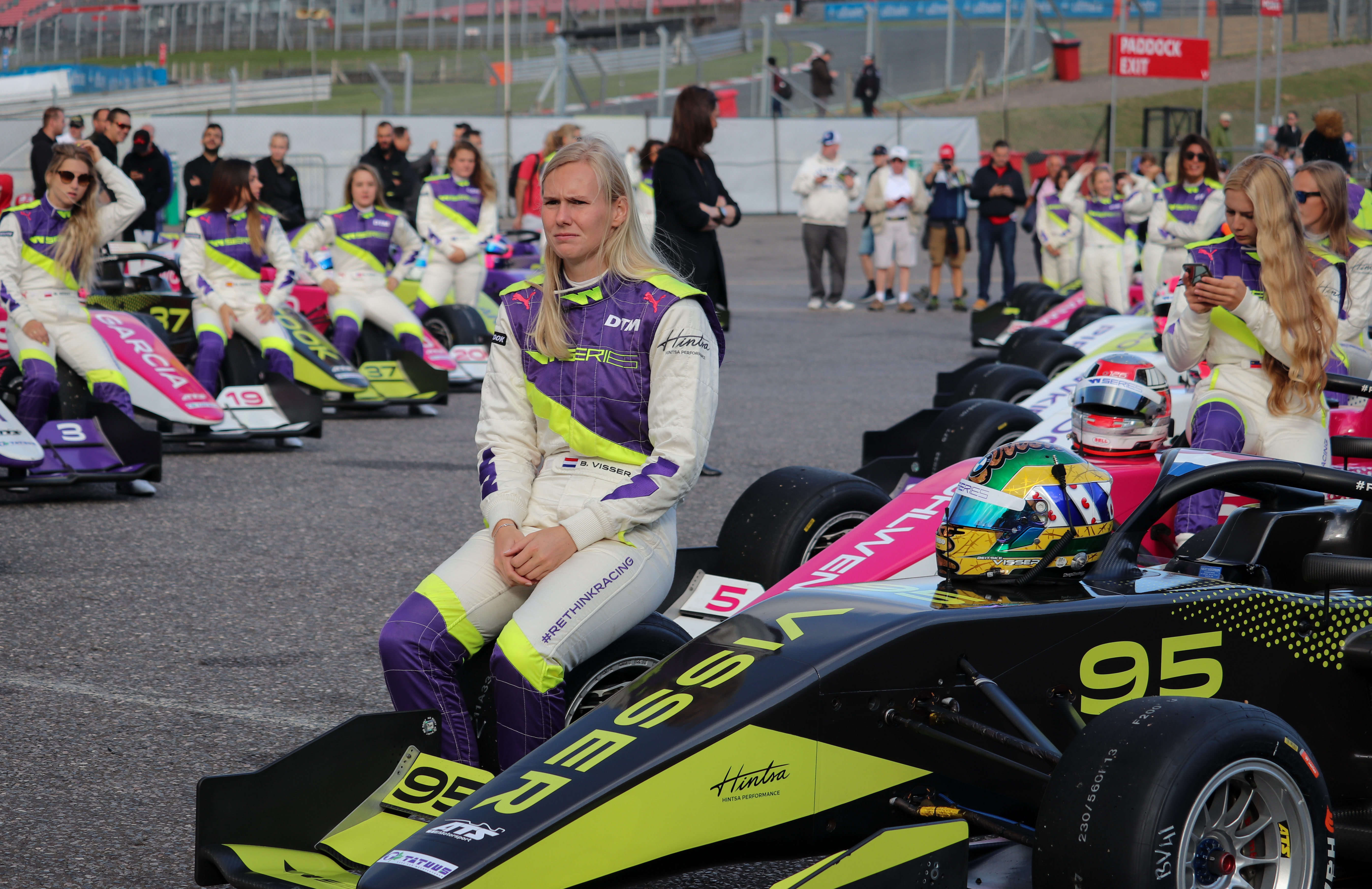
Visser durante le W Series

Nel 2019 prende parte alla nuova W Series, una competizione organizzata dalla FIA per solo pilote donne, con le regole FIA Formula 3. Trova la vittoria nella seconda gara, sul circuito di Zolder e conquista altri tre podi nella categoria. Finisce il campionato al secondo posto dietro alla britannica Jamie Chadwick.
Nel 2020 passa le qualificazioni per la nuova stagione, ma a causa della pandemia di COVID-19 la stagione viene cancellata. Per tenersi in allenamento la serie si disputa in modo virtuale con i simulatori, Visser vince il torneo virtuale.
Nel 2021 annuncia che prenderà parte alla nuova stagione puntando a vincere il campionato. La stagione però è deludente, non riesce a conquistare nessun podio e chiude ottava in classifica costruttore. 
Nel 2022 viene ingaggiata dal team Sirin Racing per la stagione 2022 della W Series. Nella prima gara stagionale a Miami ottiene un ottimo terzo posto.

### Endurance
Nel 2020 viene scelta dal team Richard Mille Racing per correre la European Le Mans Series e anche la prestigiosa 24 ore di Le Mans insieme a Tatiana Calderón e Sophia Flörsch. Nella gara francese concludono al 13º posto generale e al nono della loro categoria (LMP2), metre si è classificata al sesto posto nella 4 ore di Spa-Francorchamps.
Nel 2021 partecipa con lo stesso team ed equipaggio al Campionato del mondo endurance 2021. Nelle prime tre gare finiscono sempre nei primi otto, mentre nella 24 Ore di Le Mans sono costrette al ritiro per un incidente con un'altra vettura.

## Risultati

### Riassunto della carriera
| Stagione | Serie                            | Team                       | Gare | Vittorie | Pole | G.V | Podio | Punti | Posizione |
| -------- | -------------------------------- | -------------------------- | ---- | -------- | ---- | --- | ----- | ----- | --------- |
| 2011     | Supercar Challenge - GT          | Race 4 Slovakia            | 2    | 1        | 0    | 1   | 1     | 0     | NC†       |
| 2012     | ADAC Formel Masters              | Lotus                      | 17   | 2        | 1    | 0   | 2     | 109   | 8°        |
| 2013     | ADAC Formel Masters              | Lotus                      | 24   | 1        | 0    | 0   | 2     | 117   | 8°        |
| 2014     | Formula Renault 3.5 Series       | AVF                        | 17   | 0        | 0    | 0   | 0     | 11    | 21°       |
| 2014     | GP3 Series                       | Hilmer Motorsport          | 2    | 0        | 0    | 0   | 0     | 0     | 27°       |
| 2015     | Formula Renault 3.5 Series       | AVF                        | 17   | 0        | 0    | 0   | 0     | 3     | 23°       |
| 2015     | GP3 Series                       | Trident Racing             | 2    | 0        | 0    | 0   | 0     | 0     | 28°       |
| 2016     | Formula V8 3.5 Series            | Teo Martín Motorsport      | 18   | 0        | 0    | 0   | 0     | 50    | 13°       |
| 2017     | GT4 European Series Southern Cup | MOMO-Megatron Team Partrax | 2    | 1        | 0    | 0   | 1     | 0     | NC        |
| 2018     | GT4 European Series              | RN Vision STS              | 12   | 2        | 0    | 0   | 3     | 100   | 6°        |
| 2018     | French GT4 Cup - Pro Am          | 3Y Technology              | 2    | 0        | 0    | 0   | 0     | 0     | NC        |
| 2019     | W Series                         | N.D.                       | 6    | 1        | 0    | 2   | 4     | 100   | 2°        |
| 2019     | International GT Open            | Senkyr Motorsport          | 6    | 0        | 0    | 0   | 1     | 33    | 11°       |
| 2020     | European Le Mans Series - LMP2   | Richard Mille Racing Team  | 4    | 0        | 0    | 0   | 0     | 10    | 19°       |
| 2020     | 24 Ore di Le Mans - LMP2         | Richard Mille Racing Team  | 1    | 0        | 0    | 0   | 0     | N/A   | 9°        |
| 2021     | W Series                         | N.D.                       |      |          |      |     |       |       |           |
| 2021     | FIA WEC - LMP2                   | Richard Mille Racing Team  | 1    | 0        | 0    | 0   | 0     | 4     | 8°*       |

* Stagione in corso.

### W Series
Le gare in grassetto indicano la pole position. Le gare in corsivo indicano il giro più veloce.
| Anno | 1       | 2       | 3     | 4     | 5       | 6      | 7      | 8      | Punti | Pos. |
| ---- | ------- | ------- | ----- | ----- | ------- | ------ | ------ | ------ | ----- | ---- |
| 2019 | HOC 4   | ZOL 1   | MIS 2 | NRM 2 | ASS 4   | BRH 3  |        |        | 100   | 2°   |
| 2021 | RBR1 12 | RBR2 11 | SIL 6 | HUN 5 | SPA DNS | ZAN 12 | COA1 5 | COA2 5 | 38    | 8°   |
| 2022 | MIA1 3  | MIA2 7  | CAT 5 | SIL 5 | PAU 4   | HUN 3  | SIN 1  |        | 93    | 2°   |

### Risultati nel Campionato del mondo endurance
| Anno    | Squadra                   | Classe | Co-Piloti                       | Vettura  | SPA | ALG | MNZ | LMS | BHR | BHR | Punti | Pos. |
| ------- | ------------------------- | ------ | ------------------------------- | -------- | --- | --- | --- | --- | --- | --- | ----- | ---- |
| 2021    | Richard Mille Racing Team | LMP2   | Sophia Flörsch Tatiana Calderón | Oreca 07 | 8   | 6   | 8   | Rit | 6   | 9   | 27    | 14°  |
| Legenda |                           |        |                                 |          |     |     |     |     |     |     |       |      |

*Stagione in corso

### Risultati completi 24 ore di Le Mans
| Anno | Team                      | Co-piloti                       | Auto            | Classe | Giri | Pos. | Pos LMP2 |
| ---- | ------------------------- | ------------------------------- | --------------- | ------ | ---- | ---- | -------- |
| 2020 | Richard Mille Racing Team | Tatiana Calderón Sophia Flörsch | Oreca 07-Gibson | LMP2   | 364  | 13°  | 9°       |
| 2021 | Richard Mille Racing Team | Tatiana Calderón Sophia Flörsch | Oreca 07-Gibson | LMP2   | 74   | Rit  | Rit      |